# Monaster Kuteiński
Monaster Kuteiński, Kuteiński Monaster Objawienia Pańskiego – prawosławny męski monaster położony na terenie miasta Orsza, działający w jurysdykcji eparchii witebskiej i orszańskiej Egzarchatu Białoruskiego Patriarchatu Moskiewskiego.
Monaster został wzniesiony w pobliżu ujścia Kuteinki do Dniepru, na obrzeżach Orszy, z błogosławieństwa patriarchy jerozolimskiego Teofana III w 1620. Wspólnota była podporządkowana monasterowi Świętej Trójcy w Słucku.
W 1630 przy monasterze powstała drukarnia, w której w kolejnych latach Spirydon Sobol wydrukował pierwszy białoruski Elementarz, jak również inne księgi biblijne i religijne. Drukarnia klasztorna blisko współpracowała ze szkołą grawiury w Orszy. W 1635 metropolita kijowski Piotr Mohyła poświęcił w klasztorze główny drewniany sobór Objawienia Pańskiego i cerkiew dolną św. Łazarza. W 1656 do monasteru przybył car Aleksy I, który zaangażował kilku związanych z monasterem artystów i grawera Paisjusza do prac w cerkwi w Moskwie-Izmajłowie oraz we dworze carskim w Kołomienskoje.
Monaster nieprzerwanie funkcjonował jako męska wspólnota prawosławna do 1917, gdy został zamknięty i zdewastowany. Jego cerkwie, dzwonnice, otaczające go mury zostały zniszczone, natomiast dawny budynek mieszkalny dla mnichów zaadaptowano na mieszkania. Wspólnota monastyczna wznowiła swoją działalność w 1992, zaś trzy lata później ukończono remont cerkwi Trójcy Świętej.